# 三脊似刺鎧蝦
三脊似刺鎧蝦（学名：Paramunida tricarinata）为鎧甲蝦科似刺鎧蝦屬下的一个种。